# Rainbow Rowell
Rainbow Rowell, född 24 februari 1973, är en amerikansk författare som skriver böcker för både vuxna och ungdomar. Hon debuterade 2012 med romanen Attachments, men slog igenom för bredare publik 2013 när hon publicerade ungdomsromanerna Eleanor & Park och Fangirl. Sedan har hon även skrivit Carry on (2015) som en indirekt uppföljare till fangirl och sedan Wayward son (2019) som en uppföljare till den. Hon håller just nu på att skriva den tredje boken i serien som ska heta Any Way The Wind Blows.

### För Unga vuxna
- Eleanor & Park (2013)

svensk utgåva Eleanor & Park (2014) i översättning av Carla Wiberg
- Fangirl (2013)

svensk utgåva Fangirl (2015) i översättning av Carla Wiberg
- Carry On (2015)

svensk utgåva Gå vidare (2016) i översättning av Carla Wiberg
• Wayward Son
Uppföljare till Carry On
• Any Way The Wind Blows
Uppföljare till  Carry On och Wayward Son. Inte släppt än

### För Vuxna
- Attachments (2012)[4]
- Landline (2014)
svensk utgåva Komma fram (2015) i översättning av Anna Thuresson[5]

### Noveller
- "Midnights", i samlingen My True Love Gave To Me: Twelve Winter Romances (2014) [6]